# افغانستان در ۱۹۰۴
رویدادهایی که در سال ۱۹۰۴ میلادی در افغانستان رخ داده‌اند در ادامه فهرست می‌شوند.
آرامش داخلی در این سال مختل نگردید، اما مثل همیشه شایعه‌های مکرری مبنی بر اختلاف در میان خانواده و اطرافیان امیر شنیده می‌شد. گزارش‌هایی وجود دارد که امیر در اوایل این سال برادر ناتنی خود محمد عمر را از ولایت کابل عزل کرد، وی را همراه با مادرش بی بی حلیمه تحت نظارت شدید قرار داد. چندی بعد گفته می‌شود که ملاها میان امیر و برادرش آشتی را برقرار نمودند و محمد عمر به عنوان فرمانده نیروهای کابل تعیین گردید. تنش‌های میان سربازان روسی و افغان به دلیل تخریب برخی پوسته‌های امنیتی که در امتداد مرز ترکستان ساخته شده بود به وجود می‌آید، اما این امر باعث بروز جنگ نشده و امیر مقامات مربوطه را برای بررسی موضوع می‌فرستد. حدود ۴٬۰۰۰ ترکمن و قبیله جمشید به علت اقدامات ستم‌گرانه روسی‌ها به هرات مهاجرت می‌کنند و امیر به آن‌ها ناحیه گذرگاه ذوالفقار را برای اسکان هدیه می‌دهد. تعدادی از پیروان پیشتاز ایوب خان به افغانستان بازمی‌گردند و دیگران نیز از امیر درخواست می‌نماید تا این اجازه به آن‌ها نیز داده شود.

## متصدیان
- پادشاه – حبیب‌الله خان

## اوایل تابستان ۱۹۰۴
امیر هنگام شکار پاشلک، دست خود را مجروح می‌کند و نایب السلطنه هند با تقاضای خود پزشک شخصی‌اش را جهت معالجه امیر به کابل می‌فرستد. معالجه کاملاً موفقیت‌آمیز است و خوشحالی امیر در این زمان ممکن است راه را برای فرستادن یک هیئت ویژه از جانب هند تحت رهبری «لوئیس دین» (Louis Dane) که وزیر خارجه وقت هند است هموار نموده باشد، این هیئت به تاریخ ۲۶ نومبر پیشاور را به مقصد کابل ترک می‌کند و در ۱۲ دسامبر به کابل می‌رسد. گزارش‌ها حاکی از این بود که کار هیئت پیشرفت بسیار قناعت بخش دارد.
هرچند جزئیات این سفر عمومی نشد، اما حدس این که چه نکات مهمی در این بحث میان امیر و آقای دین ممکن مورد بحث قرار گرفته باشد مشکل نخواهد بود. نخست این‌که روسیه علی‌رغم مشکلات و فجایع خود در شرق دور هیچ‌گاهی از افغانستان چشم برنداشت. خط راه‌آهن روسیه، در شمال ترکستان و هم به‌سوی هرات در جنوب به سرعت در حال تکمیل شدن بود و در فاصله چشم‌گیر سرحد رسیده‌است؛ مسئله روابط تجاری مستقیم میان مقامات افغان و روسیه در سرحد ظاهراً هنوز باز است و روسیه هر زمان که مناسب ببیند می‌تواند مشکل ایجاد کند. بدون شک امیر می‌خواهد بداند که بریتانیا در صورت «تهاجم غیر موجه» روسیه چه کمکی به وی فراهم می‌کند، از سوی دیگر دولت هند مایل است بداند که امیر تا چه اندازه می‌تواند از خود دفاع کند، چه تعداد نیرو می‌تواند به منطقه جنگی اعزام کند و این‌که موثریت آن‌ها چقدر است. روابط امیر و دولت هند با قبایل در دو سوی سرحد شمال غربی نیز به بررسی بیشتر نیاز دارد.
یک توافق رسمی پس از موافقت روی آنچه بنام سرحد دیورند یاد می‌گردد حاصل شد و در اول امیر ظاهراً سراسیمه بود تا کار علامت‌گذاری سرحد باید به اتمام برسد، اما بعدتر به نظر می‌رسد که وی نظر خود را تغییر داد و کار به تأخیر افتاد. در آخر، تصور می‌شود که ممکن است تلاشی برای ایجاد سهولت‌های بیشتر پیرامون تسهیل تجارت میان افغانستان و هند صورت گرفته باشد. هم‌زمان با این‌که وزیر خارجه هند با امیر در کابل مشغول گفت‌گوهای مهم است، پسر ارشد امیر عنایت الله خان در حال بازدید از نایب السلطنه در کلکته بود. هرچند پسر ارشد امیر در این وقت نوجوان شانزده ساله است و سفر وی یک سفر تفریحی محسوب می‌گردد، اما اگر وی بتواند به تخت شاهی برسد این سفر وی ممکن است برایش پر ثمر واقع شود.